# Omega1 Aquilae
Omega1 Aquilae (ω1 Aqulilae, förkortat Omega1 Aql, ω1 Aql) är en ensam stjärna belägen i den nordvästra delen av stjärnbilden Örnen. Den har en skenbar magnitud på 5,28 och är synlig för blotta ögat där ljusföroreningar ej förekommer. Baserat på parallaxmätning inom Hipparcosuppdraget på ca 7,9 mas, beräknas den befinna sig på ett avstånd på ca 410 ljusår (ca 127 parsek) från solen.

## Egenskaper
Omega1 Aquilae är en gul till vit underjättestjärna av spektralklass F0 IV. Den har en radie som är ca 5,7 gånger större än solens och utsänder från dess fotosfär ca 104 gånger mera energi än solen vid en effektiv temperatur av ca 7 800 K.
Omega1 Aquilae roterar snabbt med en projicerad rotationshastighet på 115 km/s. Detta orsakar en något tillplattad form med en ekvatoriell radie som är 5 procent större än polarradien.